# Mohamed Salah El-Din
Mohamed Salah El-Din (en árabe: محمد صلاح‎; El Cairo, Egipto, 29 de marzo de 1956) es un exfutbolista y entrenador de fútbol de Egipto que jugaba en la posición de lateral derecho.

## Carrera

### Club
Jugó toda su carrera con el Zamalek SC de 1975 a 1988, equipo con el que fue campeón nacional en tres ocasiones, ganó tres copas nacionales, dos ediciones de la Copa Africana de Clubes Campeones y la Copa Afroasiática de 1987.

### Selección nacional
Jugó para Egipto en 16 ocasiones de 1978 a 1987, participó en tres ediciones de la Copa Africana de Naciones, donde salió campeón en 1986 y seleccionado dentro del equipo ideal del torneo en 1980.

### Entrenador
| Periodo   | Club                   |
| --------- | ---------------------- |
| 1999–2001 | Maaden                 |
| 2001–2002 | Baladyet El-Mahalla SC |
| 2002      | Goldi SC               |
| 2003–2004 | Ghazl El-Mahalla SC    |
| 2004      | Ittihad El Iskandary   |
| 2005–2006 | Al Masry SC            |
| 2006–2007 | Tanta FC               |
| 2007–2008 | Ittihad El Iskandary   |
| 2008      | Baladyet El-Mahalla SC |
| 2008–2008 | Tersana SC             |
| 2009–2010 | El Mansoura SC         |
| 2010–2011 | El Telefonat           |
| 2011-2012 | Al-Shoulla FC          |
| 2013–2014 | Al-Wehda Mecca         |
| 2015      | Zamalek SC             |
| 2016      | Zamalek SC             |
| 2017      | Haras El-Hodood        |
| 2017      | Zamalek SC             |
| 2017-2018 | Nogoom El Mostakbal FC |
| 2018      | Pharco FC              |
| 2018–2019 | FC Masr                |
| 2019      | Suez SC                |
| 2019–2020 | Al Tarsana SC          |
| 2020      | Nogoom FC              |
| 2021      | Tanta SC               |
| 2023      | Al-Shoulla FC          |

## Logros

### Jugador
- Egyptian Premier League: 1977–78, 1983–84, 1987–88
- Egypt Cup: 1977, 1979, 1988
- Egyptian Friendship Cup: 1986
- Liga de Campeones de la CAF: 1984, 1986
- Afro-Asian Club Championship: 1987
- Copa Africana de Naciones: 1986

### Entrenador
- Saudi First Division: 2011-12
- Egyptian Second Division: 2000-01, 2017-18

### Individual
- Equipo Ideal de la Copa Africana de Naciones 1980.